# Ligne Ube
 (novembre 2023).
Si vous disposez d'ouvrages ou d'articles de référence ou si vous connaissez des sites web de qualité traitant du thème abordé ici, merci de compléter l'article en donnant les références utiles à sa vérifiabilité et en les liant à la section « Notes et références ».
La ligne Ube (宇部線, Ube-sen) est une ligne ferroviaire de la compagnie JR West, dans la préfecture de Yamaguchi au Japon. Elle relie la gare de Shin-Yamaguchi à Yamaguchi à la gare d'Ube à Ube.

## Histoire
La ligne ouvre par étapes entre 1914 et 1923.

## Caractéristiques

### Ligne
- Longueur : 33,2 km
- Ecartement : 1 067 mm
- Alimentation : 1 500 V cc
- Nombre de voies : Voie unique

### Liste des gares
| Gare             | Nom japonais | Distance (km) | Correspondances                              | Localisation |
| ---------------- | ------------ | ------------- | -------------------------------------------- | ------------ |
| Shin-Yamaguchi   | 新山口       | 0             | JR West : Sanyō Shinkansen, Sanyō, Yamaguchi | Yamaguchi    |
| Kami-Kagawa      | 上嘉川       | 2,8           |                                              | Yamaguchi    |
| Fukamizo         | 深溝         | 5,9           |                                              | Yamaguchi    |
| Suō-Sayama       | 周防佐山     | 7,5           |                                              | Yamaguchi    |
| Iwakura          | 岩倉         | 8,8           |                                              | Yamaguchi    |
| Ajisu            | 阿知須       | 10,2          |                                              | Yamaguchi    |
| Kiwa             | 岐波         | 12,7          |                                              | Ube          |
| Maruo            | 丸尾         | 15,2          |                                              | Ube          |
| Tokonami         | 床波         | 18,9          |                                              | Ube          |
| Tokiwa           | 常盤         | 20,7          |                                              | Ube          |
| Kusae            | 草江         | 22,5          |                                              | Ube          |
| Ubemisaki        | 宇部岬       | 23,7          |                                              | Ube          |
| Higashi-Shinkawa | 東新川       | 25,3          |                                              | Ube          |
| Kotoshiba        | 琴芝         | 26,0          |                                              | Ube          |
| Ube-Shinkawa     | 宇部新川     | 27,1          |                                              | Ube          |
| Inō              | 居能         | 28,9          | JR West : Onoda (interconnexion)             | Ube          |
| Iwahana          | 岩鼻         | 30,3          |                                              | Ube          |
| Ube              | 宇部         | 33,2          | JR West : Sanyō                              | Ube          |

## Matériel roulant

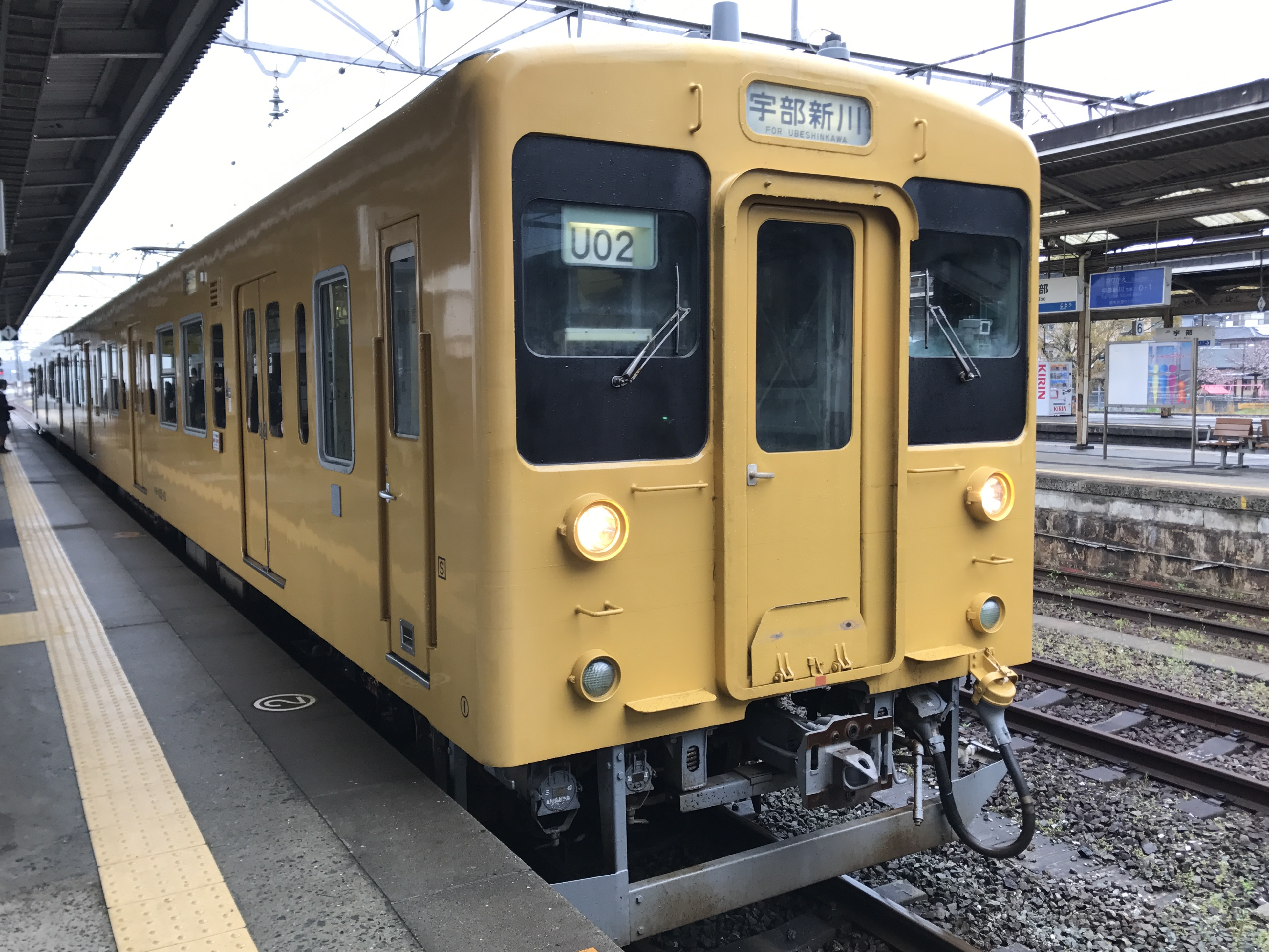
Série 105
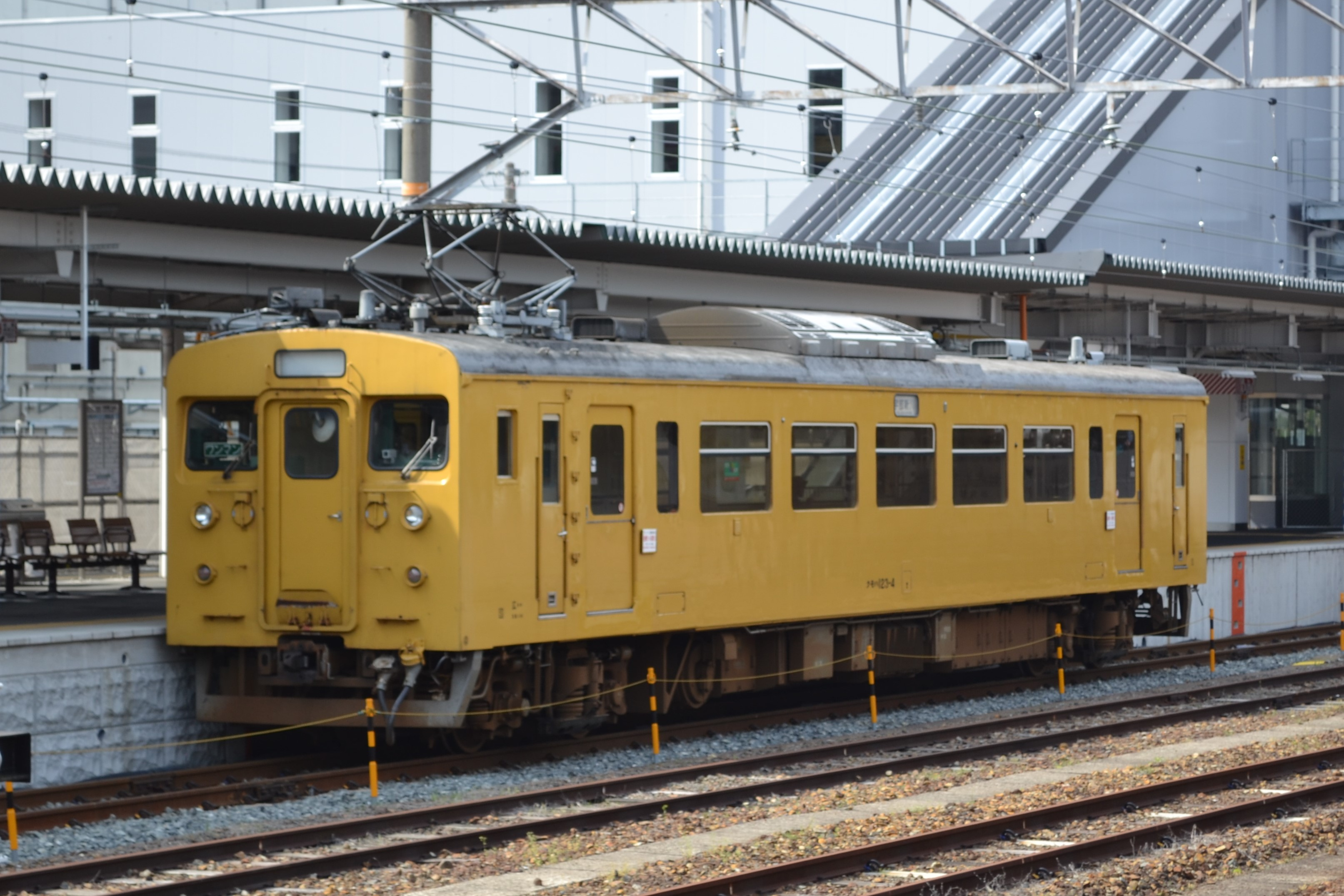
Série 123